# Justicia microcarpa
Justicia microcarpa är en akantusväxtart som beskrevs av Ridley. Justicia microcarpa ingår i släktet Justicia och familjen akantusväxter. Inga underarter finns listade i Catalogue of Life.